# 湖北三毛草
湖北三毛草（学名：Trisetum henryi）为禾本科三毛草属下的一个种。

## 扩展阅读
- 維基物種上的相關：湖北三毛草